# San Salvador (groupe)
Pour les articles homonymes, voir San Salvador.
San Salvador était un groupe musical français de musique occitane originaire de Corrèze.

## Histoire
L'ensemble San Salvador se compose alors de six artistes : Eva et Gabriel Durif, Laure et Sylvestre Nonique-Desvergnes (qui sont frères et sœurs), Thibault Chaumeil et Marion Lherbeil. Ils se connaissent depuis leur enfance dans le village de Saint-Salvadour, en Corrèze, et ont été formés au Centre régional des musiques traditionnelles en Limousin, où ils reçoivent notamment l'enseignement d'Olivier Durif, ancien membre du groupe de folk lyonnais Le Grand Rouge et père d'Eva et Gabriel. Durant ses premières années, le groupe se produit dans plusieurs festivals en France et à l'étranger, dont le Printemps de Bourges et le festival des Vieilles Charrues en 2017.
Le 22 janvier 2021, San Salvador publie son premier album, La Grande Folie, chez le label Pagans de l'ensemble Hart Brut de Pau. L'ensemble Hart Brut est soutenu par la Direction régionale des Affaires culturelles de Nouvelle-Aquitaine en tant qu’Ensemble conventionné régional. La musique est composée par Gabriel Durif. Au cours de l'année, le groupe se produit notamment au Festival du bout du monde à Crozon, dans le Finistère, en août 2021. L'album est récompensé par la victoire des Musiques du monde aux Victoires du jazz à l'été 2021. Le groupe est alors en « pause familiale » mais projette de futures créations pour 2023.
Prévoyant une nouvelle tournée en 2024, le groupe y renonce toutefois intégralement, faisant valoir des « raisons médicales ».

## Démarche artistique

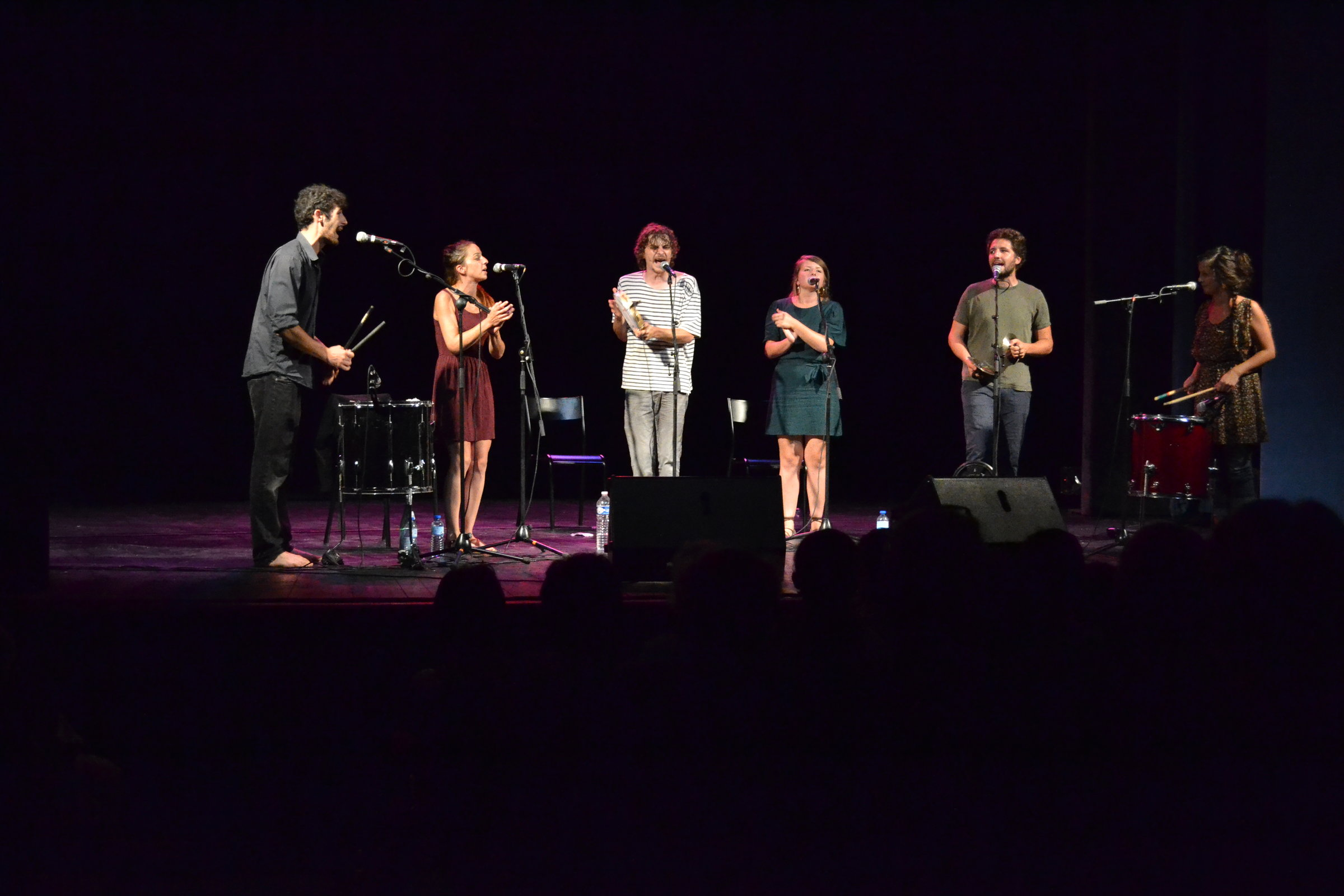
Concert de San Salvador à l'occasion d'Hestiv'òc 2016.

San Salvador s'inspire du répertoire traditionnel occitan, mais en mêlant des éléments traditionnels à ses propres réinventions. Les paroles en occitan proviennent de chansons traditionnelles, mais les musiques sont des compositions originales. De plus, les chants du Limousin sont des voix en solo, tandis que le groupe compose des polyphonies en tentant de « superposer plusieurs de ces blocs monodiques les uns avec les autres ».

## Distinction
Lors de la cérémonie des Victoires du jazz 2021, San Salvador remporte la Victoire des Musiques du monde pour La Grande Folie.